# Ledegem
Ledegem este o comună neerlandofonă situată în provincia Flandra de Vest, regiunea Flandra din Belgia. La 1 ianuarie 2008 avea o populație totală de 9.371 locuitori. 

## Geografie
Comuna actuală Ledegem a fost formată în urma unei reorganizări teritoriale în anul 1977, prin înglobarea într-o singură entitate a 3 comune învecinate. Suprafața totală a comunei este de 24,76 km². Comuna este subdivizată în secțiuni, ce corespund aproximativ cu fostele comune de dinainte de 1977. Acestea sunt:
| - I. Ledegem - II. Rollegem-Kapelle - III. Sint-Eloois-Winkel |

Localitățile limitrofe sunt:
| - Comuna Lendelede: - a. Lendelede - Comuna Kortrijk: - b. Heule - Comuna Wevelgem: - c. Gullegem - d. Moorsele - Comuna Moorslede: - e. Dadizele - f. Moorslede - Comuna Roeselare: - g. Roeselare - h. Oekene - Comuna Izegem: - i. Izegem |

1. ↑  Crossroad Bank of Enterprises, accesat în 28 iulie 2023